# Animale necurate

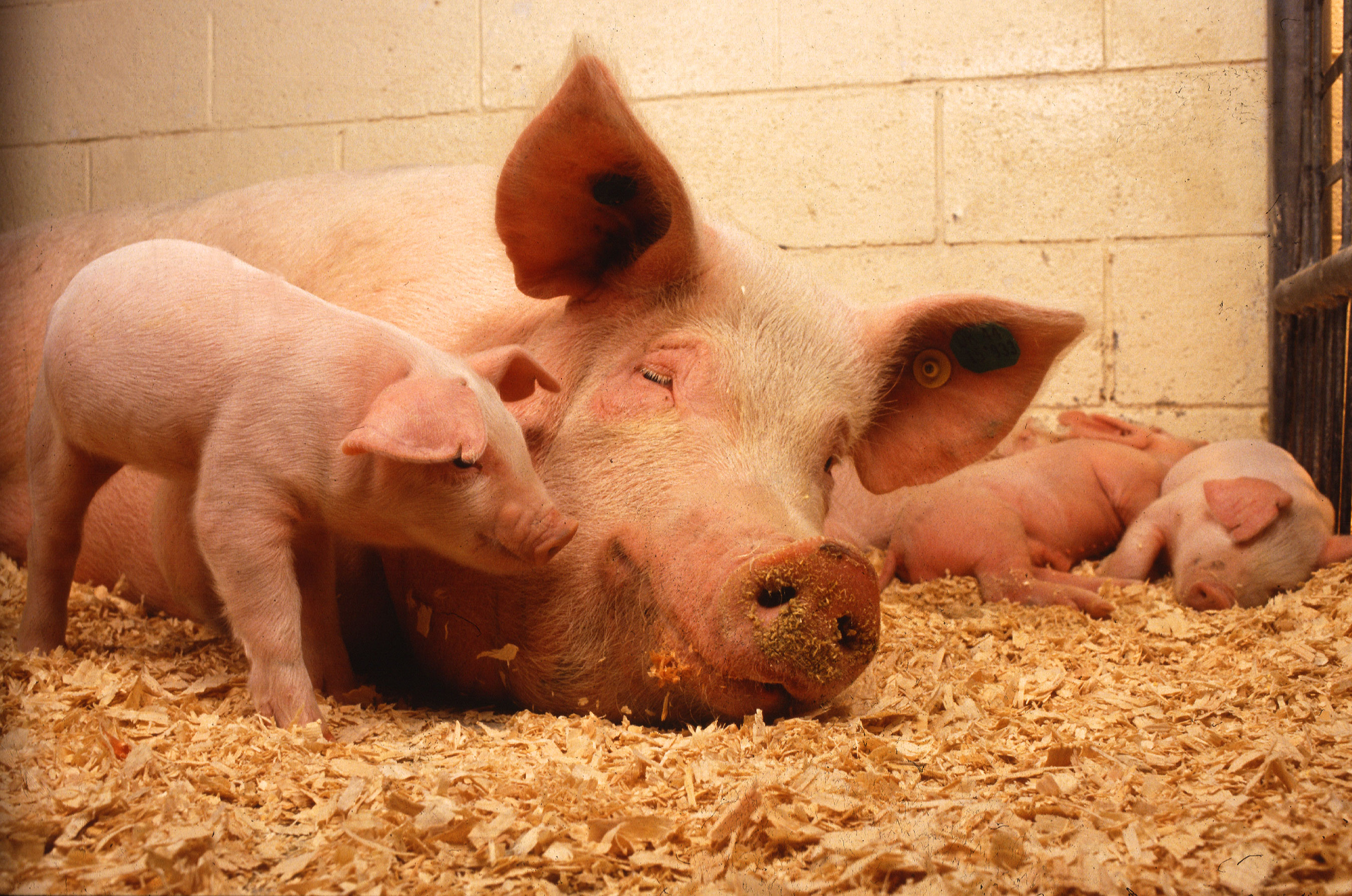
Porcul este considerat animal necurat în iudaism și islam

În unele religii, este considerat animal necurat acela a cărui consumare ca hrană este tabu.

## Exemple
Mamifere necurate sunt toate care nu au copita/unghia despicată și nu rumegă. Exemple biblice: iepurele  de casă , iepurele sălbatic, porcul, cămila. Pești necurați: pești fără solzi care pot fi îndepărtați de pe piele. Alte animale acvatice necurate: animale acvatice fără solzi și înotătoare. Păsări necurate : vulturul (după soiul lui) , zăganul (după soiul lui), acvila (după soiul ei), gaia (în general neagră, după soiul ei), șoimul (după soiul ei),  corbul (după soiul lui)," struțul (după soiul lui), bufnița țipătoare (după soiul ei), pescărușul (după soiul lui) , ibisul (după soiul lui),  vulturul egiptean (după soiul lui), barza (după soiul ei), bâtlanul (după soiul lui), pupăza (după soiul ei). Alte zburătoare necurate: liliacul, toate zburătoarele care se târăsc (exceptând  lăcusta, lăcusta cheală, greierul, cosașul). Animale târătoare necurate: toate exceptând cele 4 tipuri de lăcuste. Exemplele date de Biblie fiind:   nevăstuica, rozătoarea,  gecko (șopârla ocelată), marea șopârlă (varanul?), șopârla viguroasă (dinozaurul?), șopârla comună (probabil șopârla vivipară), șopârla de nisip și cameleonul toate după soiul lor.
Comentarii:
Pentru ca un ou sau  produs lactat să fie curat trebuie să fie furnizat de la un animal/pasăre/pește curat. Enzimele pot veni din orice animal (ca în cazul mierii).
Peștii curați se consumă cu totul fiind neutri. La fel și insectele curate (lăcustele). Singurele părți consumabile ale unei păsări sunt carnea fără sânge care poate avea sau poate să nu aibă grăsime. De la fiarele câmpului se consumă carnea ca la păsări dar fără grăsime. Totuși cu o origine necontestată evrei nu mănâncă anumite părți ale animalelor considerându-le fiind ori pline de sânge și grăsime care nu poate fi îndepărtată ori taboo pe baza că Iacov a fost atins în coapsă, iar deseori că partea este nocivă sau chiar necomestibilă pentru oameni.